# Muzeum Ziemi Mazurskiej w Owczarni
Muzeum Ziemi Mazurskiej – muzeum położone we wsi Owczarnia, w województwie warmińsko-mazurskim w powiecie kętrzyńskim.
Zajmuje część budynków po byłym majątku ziemskim. 

Gromadzi i eksponuje meble, sprzęty gospodarstwa domowego oraz maszyny rolnicze. 
W zabytkowej chacie odtworzono tradycyjny wystrój mazurskiego mieszkania z typowym dla regionu wyposażeniem. Urządzono tradycyjną dla Mazur ciemną kuchnię z otwartym paleniskiem, dwie izby z wyposażeniem włościańskim, dwie z ziemiańskim. W ekspozycji znajdują się również przedwojenne mapy i broń. 

## Zwiedzanie standardowe
- Historia  i wyposażenie wnętrz mazurskich 1815 – 1945.

## Zwiedzanie tematyczne obejmuje
- Historię regionu mazurskiego.
- Kulturę i religię Mazur.
- Meblarstwo mazurskie.
- Prace w gospodarstwie wiejskim. [3]